# ألفا-كيتوغلوتارات
حمض ألفا-كيتوغلوتاريك (α-Ketoglutaric acid) هو أحد حمضين مشتقين من حمض غلوتاريك مرتبط بكيتون. الحمض الثاني هو بيتا-كيتوغلوتاريك وهو يختلف عن شكل الألفا في وضه الكيتون، وهو قليل الوجود، فعندما نتحدث عن حمض كيتوغلوتاريك فإن المعني دائما هو حمض ألفا-كيتوغلوتاريك.